# Mastophora fasciata
Mastophora fasciata là một loài nhện trong họ Araneidae.
Loài này thuộc chi Mastophora. Mastophora fasciata được Eduard Reimoser miêu tả năm 1939.